# Barbagia

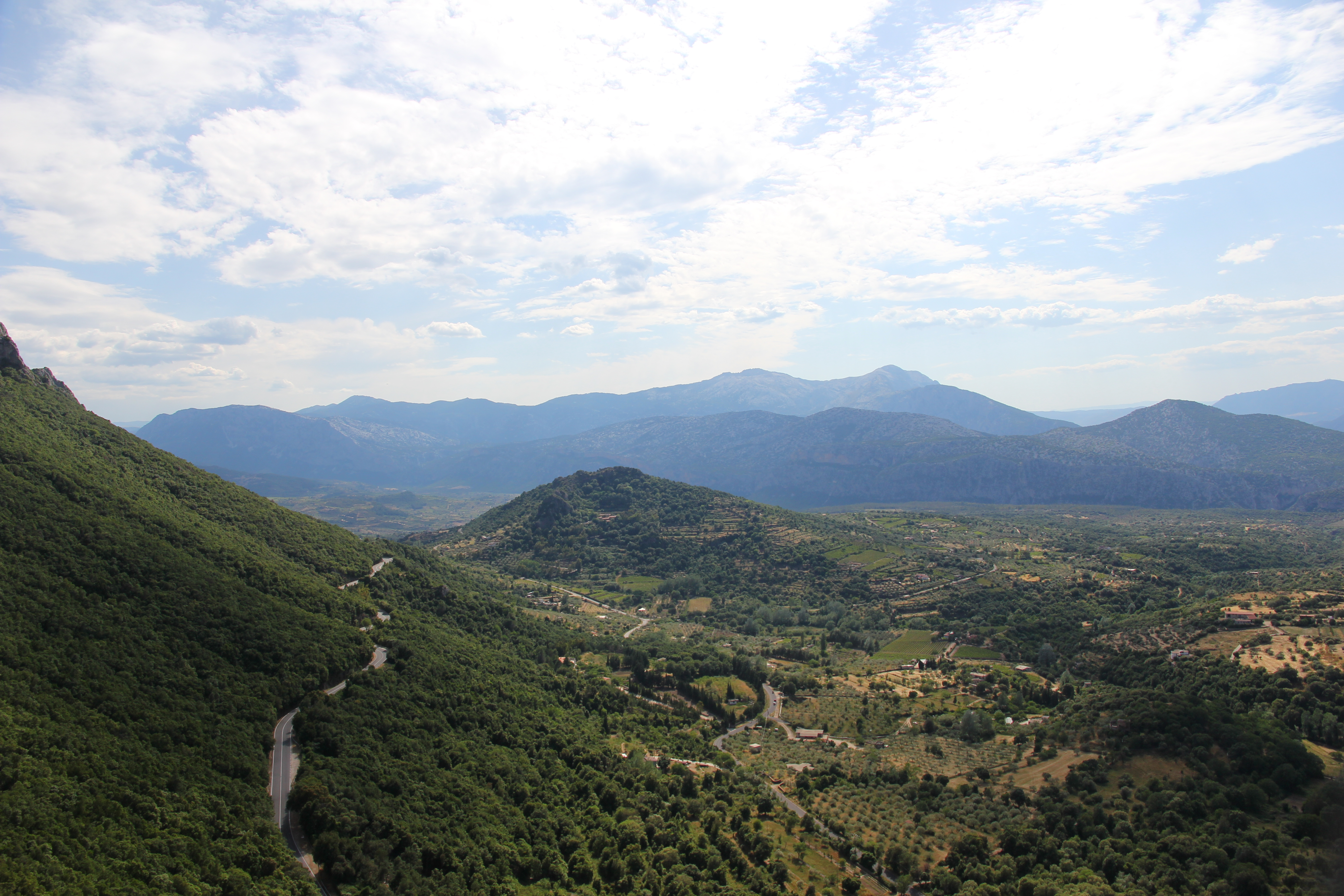
Barbagia di Ollolai

Die Barbagia [barˈbadʒa] ist eine mehrfach gegliederte felsige Hochebene südlich von Nuoro, im Osten Sardiniens. Sie wird von Nord nach Süd unterteilt in:
- die Barbagia Ollolai
- die Barbagia Mandrolisai
- die Barbagia Belvi
- die Barbagia Seulo

Es ist ein Land der Hirten, die in der Macchia ihre Schafe und Ziegen weiden. Sie leben in den teilweise wie Vogelnester an die Berge gebauten Dörfern in der immer noch wenig erschlossenen Einöde zwischen Steineichen und Edelkastanien. Sardisch wird in diesem Teil der Insel zumeist besser verstanden als Italienisch.
Das Gennargentu-Massiv ragt über 1800 Meter auf und bildet die Wasserscheide der Insel. Der Name Gennargentu bezieht sich auf die Silbererzvorkommen der Gegend. Das „Land der Barbaren“ (wie der römerzeitliche Name besagt) liegt in der Provinz Nuoro zwischen Arborea, der Baronia, dem Goceano sowie der Ogliastra. Einer der größeren Orte ist Oliena, der bekannteste Ort ist jedoch Orgosolo, der durch Wandmalereien über Italien hinaus berühmt wurde. Zu Hochzeiten des sardischen Banditismus war die Barbagia das Rückzugsgebiet für Banditen und Entführer. Banditen wie Giovanni Corbeddu Salis, der „König der Macchia“ genannt, gelangten durch ihre Taten innerhalb der sardischen Bevölkerung zu Ruhm und Ansehen. Nach ihm wurde sogar eine Grotte benannt.
In der Barbagia leben Europäische Mufflons, Wildpferde und Esel, die auch bei den Festumzügen, bei denen die alten, für die Sarden symbolträchtigen Trachten getragen werden, die bunt geschmückten Karren ziehen.
Am Rande der Berge haben Menschen der Vorzeit ihre Spuren in den Gigantengräbern von Bidistili, Marruscu und Madau, in der Nuraghen Is Paras und in der Nuraghensiedlung von S’Urbale hinterlassen. Das Gebiet ist auch das Zentrum der Verbreitung der sardischen Menhire.